# Виступовицька сільська рада
Виступовицька сільська рада (деколи — Виступівська сільська рада) — колишня адміністративно-територіальна одиниця та орган місцевого самоврядування в Овруцькому районі Коростенської, Волинської округ, Київської й Житомирської областей УРСР та України з адміністративним центром у селі Виступовичі.

## Населені пункти
Сільській раді на момент ліквідації були підпорядковані населені пункти:
- с. Борутине
- с. Виступовичі
- с. Солотине

## Населення
Кількість населення ради, станом на 1923 рік, становила 2 093 особи, кількість дворів — 389.
Кількість населення сільської ради, станом на 1924 рік, становила 2 345 осіб.
Відповідно до результатів перепису населення, кількість населення ради, станом на 12 січня 1989 року, становила 1 003 особи.

## Історія та адміністративний устрій
Створена 1923 року в складі с. Виступовичі та хуторів Борутине, Верхні Мальці, Желонь, Наймичі, Селище, Солотине, Язвино Гладковицької волості Овруцького повіту Волинської губернії. 7 березня 1923 року увійшла до складу новоствореного Овруцького району Коростенської округи. 13 липня 1927 року х. Язвино відійшов до складу Ситівської сільської ради Овруцького району. Станом на 17 грудня 1926 року на обліку значаться хутори Берліж, Вовківня, Красне, Лукерня та Пиль. Станом на 1 жовтня 1941 року хутори Берліж, Верхні Мальці, Вовківня, Желонь, Красне, Лукерня, Наймичі та Пиль не перебувають на обліку населених пунктів.
Станом на 1 вересня 1946 року сільрада входила до складу Овруцького району Житомирської області, на обліку в раді перебували села Виступовичі, Людвинівка, Солотин та х. Борутине.
2 вересня 1954 року, відповідно до рішення Житомирського облвиконкому «Про перечислення населених пунктів в межах районів Житомирської області», с. Людвинівка було передане до складу Руднянської сільської ради Овруцького району. Станом на 1 березня 1961 року х. Селище знятий з обліку населених пунктів.
Станом на 1 січня 1972 року сільська рада входила до складу Овруцького району Житомирської області, на обліку в раді перебували села Борутине, Виступовичі та Солотине.
23 липня 1991 року, відповідно до постанови Кабінет Міністрів Української РСР "Про організацію виконання постанов Верховної Ради Української РСР про порядок введення в дію законів Української РСР «Про правовий режим території, що зазнала радіоактивного забруднення внаслідок Чорнобильської катастрофи» та «Про статус і соціальний захист громадян, які постраждали внаслідок чорнобильської катастрофи», населені пункти сільської ради було включено до зони безумовного (обов'язкового) відселення.
Ліквідована 28 червня 1997 року, відповідно до рішення Житомирської обласної ради; населені пункти ради підпорядковано Руднянській сільській раді Овруцького району Житомирської області.